# Svetišče Bom Jesus do Monte
Svetišče Bom Jesus do Monte je portugalsko katoliško svetišče v Tenõesu, zunaj mesta Braga, na severu Portugalske. Njegovo ime pomeni 'Dobri Jezus z gore'.
To svetišče je pomemben primer krščanskega romarskega kraja z monumentalnim, baročnim stopniščem, ki se vzpenja 116 metrov. Je pomembna turistična znamenitost Brage.
7. julija 2019 je bilo svetišče Bom Jesus do Monte v Bragi vpisano na Unescov seznam svetovne dediščine.

## Zgodovina
Številni vrhovi hribov na Portugalskem in v drugih delih Evrope so bili že od antike kraji verske pobožnosti in možno je, da je bil hrib Bom Jesus eden od teh. Vendar je prvo znamenje kapele nad hribom iz leta 1373. Ta kapela – posvečena Svetemu Križu – je bila prezidana v 15. in 16. stoletju. Leta 1629 je bila zgrajena božja cerkev Bom Jesus (Dobri Jezus) s šestimi kapelami, posvečenimi Kristusovemu trpljenju.
Sedanje svetišče so začeli graditi leta 1722 pod pokroviteljstvom braškega nadškofa Rodriga de Moura Tellesa. Njegov grb je viden nad prehodom, na začetku stopnišča. Pod njegovim vodstvom je bila dokončana prva stopniščna vrsta s kapelami, posvečenimi Via Crucis. Vsaka kapela je okrašena s skulpturami iz terakote, ki prikazujejo Jezusovo trpljenje. Sponzoriral je tudi naslednji segment stopnišč, ki je cikcakaste oblike in je posvečen Petim čutom. Vsak čut (vid, voh, sluh, dotik, okus) predstavlja drugačen vodnjak. Na koncu tega stopnišča je okoli leta 1725 zgradil baročno cerkev arhitekt Manuel Pinto Vilalobos.
Dela na prvih kapelah, stopniščih in cerkvi so potekala skozi 18. stoletje. Na območju za cerkvijo (Terreiro dos Evangelistas) so bile v 1760-ih zgrajene tri osmerokotne kapele s kipi, ki prikazujejo epizode, ki se zgodijo po križanju, kot je srečanje Jezusa z Marijo Magdaleno. Zunanjo zasnovo čudovitih kapel pripisujejo priznanemu bragškemu arhitektu Andréju Soaresu. Okoli teh kapelic so štirje baročni vodnjaki s kipi evangelistov, prav tako iz 60. let 18. stoletja.
Okoli leta 1781 se je nadškof Gaspar de Bragança odločil dokončati ansambel z dodajanjem tretjega segmenta stopnišč in nove cerkve. Tudi tretje stopnišče sledi cikcakastemu vzorcu in je posvečeno trem teološkim krepostim: veri, upanju in ljubezni, vsaka s svojim vodnjakom. Skupaj ima stopnišče 583 stopnic. Staro cerkev so porušili in zgradili novo po neoklasicističnem načrtu arhitekta Carlosa Amaranteja. Nova cerkev se je začela graditi leta 1784, notranjost je bila okrašena v začetku 19. stoletja in je bila posvečena leta 1834. Glavna oltarna slika je posvečena Križanemu.
V 19. stoletju so okolico cerkve in stopnišča razlastili in uredili v park. Leta 1882 je bila za lažji dostop do svetišča zgrajena vzpenjača Bom Jesus, ki povezuje mesto Braga s hribom. To je bila prva vzpenjača, zgrajena na Iberskem polotoku in je še vedno v uporabi.
Svetišče je od leta 1970 razvrščeno kot lastnina javnega pomena.

## Pomen
Zasnova svetišča Bom Jesus, s svojo baročno naravo, poudarjeno s cikcakasto obliko stopnišč, je vplivala na številna druga mesta na Portugalskem (kot je Lamego) in kolonialni Braziliji, kot je svetišče Congonhas. Ko so se romarji vzpenjali po stopnicah (po tradiciji na kolenih), so naleteli na teološki program, ki je nasprotoval čutom materialnega sveta in kreposti duha, hkrati pa so izkusili prizore trpljenja Kristusa. Vrhunec truda je bil božji hram, cerkev na vrhu hriba. Prisotnost več vodnjakov vzdolž stopnišč daje idejo očiščenja vernikov.
Nova cerkev (zgrajena 1784–1834) Carlosa Amaranteja je bila ena prvih neoklasicističnih cerkva na Portugalskem.
To cerkev je 5. julija 2015 papež Frančišek povzdignil v status male bazilike.

## Galerija
- "Via Sacra"
- Façade of the church of Bom Jesus